# 威尼斯总督府
总督宫（義大利語：Palazzo Ducale），是一座位于意大利威尼斯的哥特式建筑，往昔為在8世紀至18世紀存在的威尼斯共和國最高行政機關與法院，亦是威尼斯总督的住處。总督宫南面为威尼斯潟湖，西面为圣马可广场，北面为圣马可教堂。

## 历史
目前的建筑主要建造于1309年到1424年期间。1574年，总督宫遭遇火灾，严重受损。尽管安德烈亚·帕拉弟奥提交了新古典主义风格的设计，然而随后的重建工作延续了原来的哥特式风格。不过也有一些古典主义的特点，比如自16世纪以来，总督宫通过叹息桥连接到监狱（Palazzo delle Prigioni）。
如今，该建筑、嘆息橋與監獄組成一座博物馆，游客可以欣赏到丁托列托和委罗内塞描绘的威尼斯的绘画作品。

## 画廊

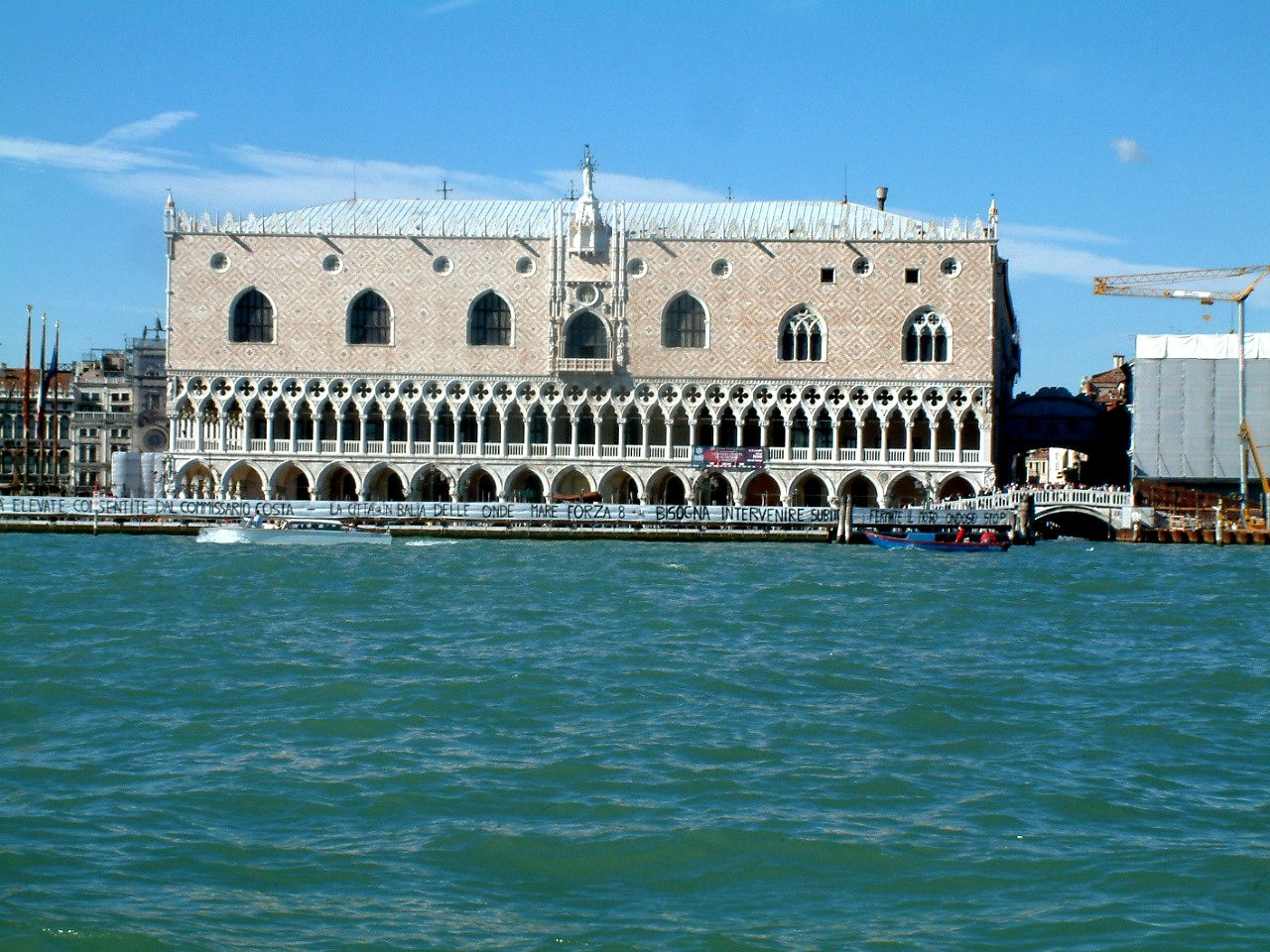
從水上眺望總督宮
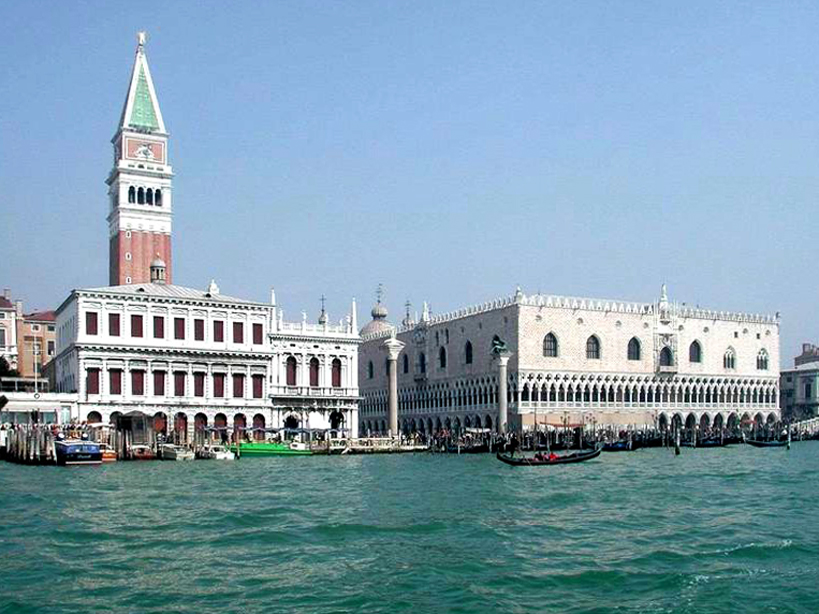
總督宮和周圍建築

## 外部連結
- 维基共享资源上的相關多媒體資源：威尼斯总督府
- 官方网站
- Palazzo Ducale on Smarthistory （页面存档备份，存于）
- 维基导游上有關Doge's Palace的旅行指南

Template:威尼斯地标